# Carlo Cigala
Carlo Cigala (1556 - 26 de julio de 1631) fue un italiano príncipe de España, estadista, comerciante y espía. Estuvo al servicio del España, del Sacro Imperio Romano Germánico y del Imperio Otomano. Como hermano menor del Gran Visir Cığalazade Yusuf Sinan Pasha, Carlo se aprovechó a menudo del alto rango de su hermano en la corte otomana para sus propios beneficios personales.

## Primeros años
Los Cigala se contaban entre las familias aristocráticas más antiguas de Génova. Visconte, el padre de Carlo, nació allí en 1504, pero más tarde se estableció en Mesina. Su madre, Lucrezia, era un Turca de Herceg Novi que se convirtió al cristianismo. Visconte trabajó como corsario para el España, aprovechándose de los barcos mercantes musulmanes. El padre de Carlo viajaba con frecuencia junto al famoso comandante Andrea Doria y participó en las guerras navales de Carlos V en África del Norte y contra los otomanos. Además, la familia Cigala mantuvo fuertes lazos con la Vaticano, llegando el hermano de Visconte a alcanzar el cargo de cardenal. Carlo era el menor de los cuatro hijos de Visconte; también tuvo dos hijas. Carlo estaba casado con Beatrice de Guidici, hija de un barón mesinés.
Visconte fue capturado junto a su hijo mayor, Scipione, por la armada otomana, en la Batalla de Yerba en 1560 o 1561. Primero fueron llevados a Trípoli, y luego al norte de África, y posteriormente a Fortaleza de Yedikule en Estambul. Visconte fue finalmente liberado de su cautiverio, y vivió en Beyoğlu  durante un tiempo. Después regresó a Mesina, donde murió en 1564. Escipión, su hijo, fue mantenido como jenízaro. Se convirtió al islam y recibió formación en el palacio de Topkapı, alcanzando finalmente el título de silahtar. Como resultado de sus matrimonios con dos de las bisnietas de Suleimán I, se aseguró una alta posición en la sociedad otomana, y fue extremadamente rico.

## Vida en España
Carlo trabajó en la corte de Felipe II de España, y según Matteo Zane, Bailo de Constantinopla (más tarde Patriarca de Venecia), cobraba una pensión de quinientos escudos italianos anuales, entregados directamente por el rey. En 1597, Carlo había recibido el título de conde de Rodolfo II del Sacro Imperio Romano Germánico.
Cığalazade invitó a su hermano, Carlo, a Estambul, en un intento de reunirse con su familia. Carlo aceptó la petición de su hermano en 1593. Se pensó que Carlo había sido enviado por Felipe II para ayudar en las conversaciones de paz con la Sublime Puerta.. Sin embargo, como Carlo había dicho en una reunión con Zane en Estambul, él estaba allí para "asuntos privados solamente".

## Vida en el Imperio Otomano
Según Matteo Zane tras regresar a Venecia en 1594:

"el dicho Signore 
Carlo... creía que podría hacerse cargo fácilmente de Moldavia o Valaquia pagando la pensión habitual a la Puerta. Y cuando esto resultó infructuoso urdió la idea de tener las islas del Archipiélago a imitación del favorito judío [del Sultán] Giovanni Miches (Joseph Nasi)."

Carlo intentó aprovecharse de la posición de su hermano como Kapudan Pasha y mostró esfuerzo por convertirse en el nuevo Duque de Naxos, que estaba directamente bajo la jurisdicción del Kapudan Pasha. Tras unos meses, regresó a Mesina sin ningún título 
porque, como afirma Zane, "su hermano el Capudano... [no] le apoyó" en sus ambiciosos empeños.
Cinco años más tarde, en 1598, Sultán Mehmed III nombró a Carlo duque de Naxos. Se desconoce cómo recibió la aprobación real para este alto rango. Carlo llegó al país en 1600, desembarcando en Quíos, Grecia otomana. No quería adherirse al Islam por temor a ser visto como un renegado, y no quería parecer un traidor a Felipe III de España. La condición de Carlo fue respetada por el Sultán, lo cual era notable para la época ya que la conversión al Islam era la máxima muestra de lealtad a la Sublime Puerta siendo un no musulmán. Sin embargo, no se le concedió el cargo de duque de Naxos porque no llegó con su madre, que era una condición para acceder al cargo.
Carlo había recibido permiso del Papa Clemente VIII para negociar la conversión al cristianismo de Cığalazade Yusuf Sinan Pasha cuando llegó a Quíos en 1600. El Papa hizo redactar cartas al almirante otomano en las que le instaba a tomar las armas "contra la tiranía de los turcos", organizar un golpe de Estado y establecer una monarquía cristiana en Estambul, además de animarle a convertirse al cristianismo. Todas las tierras que Yusuf Sinan Pachá arrebatara a los otomanos seguirían siendo suyas, a excepción de Hungría y Jerusalén. Estas cartas, sin embargo, nunca fueron enviadas desde los Estados Pontificios.
El domicilio secundario de Carlo fue Quíos. Durante su estancia allí, desempeñó un papel fundamental en la recopilación de información sobre el Imperio Otomano para el rey de España. También actuó como informante del sultán, proporcionándole información sobre España, lo que pone de manifiesto la ambivalencia política de Carlo. Esto recuerda a otras figuras otomanas como David Passi, que fue espía del Inglaterra, España, Venecia y el Imperio Otomano, todo al mismo tiempo.

## Vida posterior y muerte
En 1610, Carlo compró el baronato de Tiriolo en Calabria con las riquezas que acumuló como comerciante. En 1613, fue admitido en la Orden Militar de Santiago de la Espada. En 1630, fue nombrado príncipe de España por Felipe IV.
En la década de 1630, Carlo visitó Estambul y solicitó a Murad IV que concediera a su hijo el título de príncipe de Moldavia o Valaquia. Tal petición fue enviada al sultán porque su hijo iba a casarse con una mujer rica de Bohemia, y era condición de los padres de ella que su novio tuviera un alto rango en el Imperio Otomano. Esta petición no fue concedida. 
Carlo murió el 26 de julio de 1631, pocos meses después de su visita a Estambul. El historiador Gino Benzoni describió a Carlo como:

"celoso guardián del prestigio de su familia, aficionado a la pompa y el esplendor y no ajeno a inquietas y tortuosas ambiciones de grandeza, así como a arriesgadas intrigas para satisfacerlas."